# Kap Kaiser
Das Kap Kaiser (französisch Cap Kaiser) ist ein Kap, das den nördlichen Ausläufer von Lecointe Island im Palmer-Archipel westlich der Antarktischen Halbinsel bildet.
Teilnehmer der Belgica-Expedition (1897–1899) unter der Leitung des belgischen Polarforschers Adrien de Gerlache de Gomery entdeckten es. De Gerlache benannte es nach dem belgischen Geographen Georges Kaiser, Mitglied der Société Royale Belge de Géographie und Unterstützer der Forschungsreise.